# اما مارچگالیا
اما مارچگالیا، (به ایتالیایی: Emma Marcegaglia) (زاده ۲۴ دسامبر ۱۹۶۵) کارآفرین، بازرگان و مدیر ارشد اجرایی ایتالیایی است، که در حال حاضر به‌عنوان رییس هیئت مدیره شرکت نفت و گاز انی فعالیت می‌کند. انی بزرگترین شرکت در حوزه انرژی ایتالیا بشمار می‌آید و به عنوان یکی از ۶ شرکت سوپرمیجر در صنایع نفت و گاز جهان نیز طبقه‌بندی می‌شود.